# بيكا شمالية
البيكا الشمالي (الإسم العلمي:Ochotona hyperborea) يُعرف كذلك باسم خنزير غينيا الياباني، هو نوع من الأرنبيات يتبع جنس بيكا. ويضم هذا النوع ثمانية نويعات، يستوطن المناطق الجبلية في شمال آسيا من عند جبال الأورال وحتى شمال اليابان وجنوباً عبر منغوليا حتى شمال كوريا.